# Закалтус
Зака́лтус, ранее также Закалтуй — село Кабанском районе Бурятии. Входит в сельское поселение «Кабанское».

## География
Расположено в Кударинской степи, в 6 км к юго-западу от районного центра, села Кабанска, в 2 км севернее Транссибирской магистрали (станция Тимлюй) и федеральной автомагистрали Р258 «Байкал». В 4 км к югу от села находится пгт Каменск. В окрестностях села — торфяные болота или калтусы (сиб. диалект. калтус — невязкое болото).

## Население
| 2002 | 2009 | 2010 |
| ---- | ---- | ---- |
| 568  | ↘293 | ↗495 |

## Инфраструктура
Начальная общеобразовательная школа, детский сад, сельский клуб, фельдшерско-акушерский пункт.